# Huìwén
Huìwén (慧文, Wade Giles: Hui-wen. In coreano: Hyemun, in giapponese: Emon; fl. VI secolo) è stato un monaco buddista cinese, Patriarca della scuola Tiāntái (天台宗).

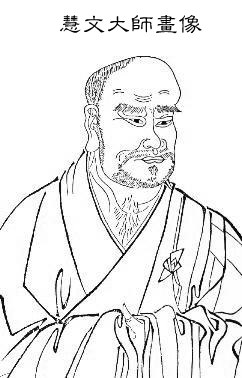
Huìwén (慧文)

Si conosce davvero poco della vita di Huìwén, le cronache monastiche ne attestano l'esistenza ma non riportano dettagli sulla sua vita, né le sue opere.
Sarebbe vissuto durante il periodo dei Qi Settentrionali ( 北齊 Běiqí, 550-577) nella provincia di Hubei dove incontrò Huìsī (慧思, 515-577) che divenne suo discepolo.
Alcune cronache riportano che ebbe l'illuminazione durante la lettura del Dà zhìdù lùn (大智度論, sans. Mahāprājñā pāramitôpadeśa, Commentario ai Prajñāpāramitāsūtra  attribuito a Nāgārjuna, tradotto da Kumārajīva, T.D. 1509).
In particolare citano che ciò che gli consentì l'"illuminazione" fu il passo:
La dottrina di Huìwén sulla 'simultaneità della mente nelle tre saggezze' (一心三智 yīxīn sānzhì) sarà poi sviluppata dal suo discepolo Huìsī nella dottrina della 'simultaneità delle mente nelle tre consapevolezze' (一心三觀, yīxīn sānguān: consapevolezza della vacuità di ogni fenomeno 觀空 guānkōng; consapevolezza della sua unicità provvisoria 觀假, guānjiǎ; e quindi consapevolezza unita di vacuità e unicità provvisoria di ogni fenomeno o suoi insiemi 觀中 guānzhōng), dottrine a loro volta riprese da Zhìyǐ (智顗, 538-597) nella elaborazione Tiāntái dello yuánróng sāndì (圓融三諦) e dello yīniàn sānqiān (一念三千).